# Margherita d'Anjou
Margherita d'Anjou è un'opera lirica in due atti di Giacomo Meyerbeer. Il libretto in italiano è stato scritto da Felice Romani sulla base di un soggetto di René-Charles Guilbert de Pixerécourt. Fu la quarta opera di Meyerbeer in italiano e il primo suo vero successo. Nel 2015 Ricordi Berlino ha pubblicato l'edizione critica dell'opera, curata da Paolo A. Rossini e Peter Kaiser, nell'ambito dell'edizione completa delle opere di Meyerbeer (Giacomo Meyerbeer, Margherita d'Anjou, Herausgegeben von Paolo A. Rossini und Peter Kaiser, Giacomo Meyerbeer Werkausgabe, Abteilung 1, Band 7, Ricordi, Berlin, 2015, ISMN 979-02042-5606-8.)

## Storia delle rappresentazioni
Margherita d'Anjou ebbe la sua prima al Teatro alla Scala, riscuotendo un buon successo nell'ambito della stagione scaligera; venne poi rappresentata in tutta Europa, oltre che in italiano, anche in francese e tedesco. La prima versione francese fu data al Theatre Odéon di Parigi il 3 novembre 1826 in edizione modificata con l'aggiunta di musiche da altre opere del compositore francese. Venne poi eseguita a New Orleans il 17 aprile 1854. 
Recentemente è stata rappresentata, sotto forma di concerto, anche a Londra alla Royal Festival Hall nel novembre 2002; la prima rappresentazione in tempi moderni in forma scenica avviene nell'estate 2017 al Festival della Valle d'Itria di Martina Franca.

## Personaggi
| Ruolo             | Voce         | Cast prima rappresentazione, 14 novembre 1820 (Direttore: Giacomo Meyerbeer) |
| ----------------- | ------------ | ---------------------------------------------------------------------------- |
| Margherita        | soprano      | Clementina Pellegrini                                                        |
| Isaura            | mezzosoprano | Rosa Mariani                                                                 |
| Duca di Lavarenne | tenore       | Nicola Tacchinardi                                                           |
| Carlo Belmonte    | basso        | Nicolas Levasseur                                                            |
| Michele Gamautte  | basso        | Nicola Bassi                                                                 |
| Gertrude          | soprano      | Paola Monticelli                                                             |
| Bellapunta        | tenore       | Pietro Gentili                                                               |
| Orner             | basso        | Luciano Mariani                                                              |
| Riccardo          | basso        | Michele Cavara                                                               |

## Struttura musicale
- Sinfonia

### Atto I
- N. 1 - Introduzione e Cavatina di Margherita Quattro / Cinque - Miei fedeli, queste prove (Bellapunta, Coro, Orner, Carlo, Margherita)
- N. 2 - Duetto fra Isaura e Michele Tu non sai com'io l'adoro
- N. 3 - Coro e Cavatina di Lavarenne Fra gli applausi, e lieti viva - È riposta in questi accenti (Lavarenne, Margherita, Coro, Isaura, Michele)
- N. 4 - Duetto fra Isaura e Lavarenne Sì mesto e penoso
- N. 5 - Finale I Fra quest'ombre e queste rupi (Lavarenne, Isaura, Michele, Coro, Margherita, Carlo)

### Atto II
- N. 6 - Introduzione seconda Voliamo, amici (Coro)
- N. 7 - Coro ed Aria di Margherita Che bell'alba! Che bel giorno! - Dagli affanni ogn'alma oppressa
- N. 8 - Cavatina di Lavarenne Se Isaura m'è fedele
- N. 9 - Sestetto Quel parlar, quell'aria incerta (Riccardo, Michele, Carlo, Margherita, Lavarenne, Isaura)
- N. 10 - Aria Finale di Isaura Or riviva il nostro amore (Isaura, Coro, Lavarenne, Margherita, Carlo, Bellapunta)

## Discografia
- Margherita d'Anjou, diretta da David Parry, con Annick Massis, Bruce Ford, Daniela Barcellona, Alastair Miles, Opera Rara, 2002